# WR 104
WR 104 – gwiazda podwójna znajdująca się około 8000 lat świetlnych od Ziemi, składająca się z gwiazdy Wolfa-Rayeta i gwiazdy typu OB. Znajduje się w konstelacji Strzelca. Okres orbitalny układu wynosi około 220 dni.
Obserwacje optyczne wskazywały, że oś rotacyjna układu skierowana jest w przybliżeniu w kierunku Ziemi. Może to mieć znaczenie, jeżeli WR 104 zamieni się w supernową (lub nawet hipernową) – eksplozje tego typu często są ukierunkowane właśnie w kierunku osi rotacyjnej. Możliwe jest także, że w momencie wybuchu gwiazdy powstanie rozbłysk gamma, który mógłby spowodować zniszczenie ziemskiej powłoki ozonowej i w konsekwencji całkowite lub znaczne zniszczenie życia na Ziemi. Według niektórych naukowców właśnie tego rodzaju rozbłysk gamma spowodował tzw. wymieranie ordowickie, które miało miejsce 445 milionów lat temu, pod koniec ordowiku. Wymarło wtedy około 85% ówczesnych gatunków.
Ostatnie badania spektroskopowe wskazują jednak, że oś obrotu układu WR 104 jest nachylona pod kątem 30°-40° do kierunku do Ziemi.